# Floribundaria implicata
Floribundaria implicata là một loài Rêu trong họ Meteoriaceae. Loài này được Sakurai miêu tả khoa học đầu tiên năm 1932.